# Битка при Месихе
Битката при Месиче (Mesiche; Misiche) се състои между 13 януари и 14 март 244 г.  при Месиче, на Среден Ефрат, западно от Ктесифон в Месопотамия (днес Ирак).
Битката завършва с решителна победа на персийските сасаниди на Шапур I над римските войски на император Гордиан III.
Император Гордиан III e убит след това до персийската главна резиденция Ктесифон от собствените си войници.